# Aerenchym

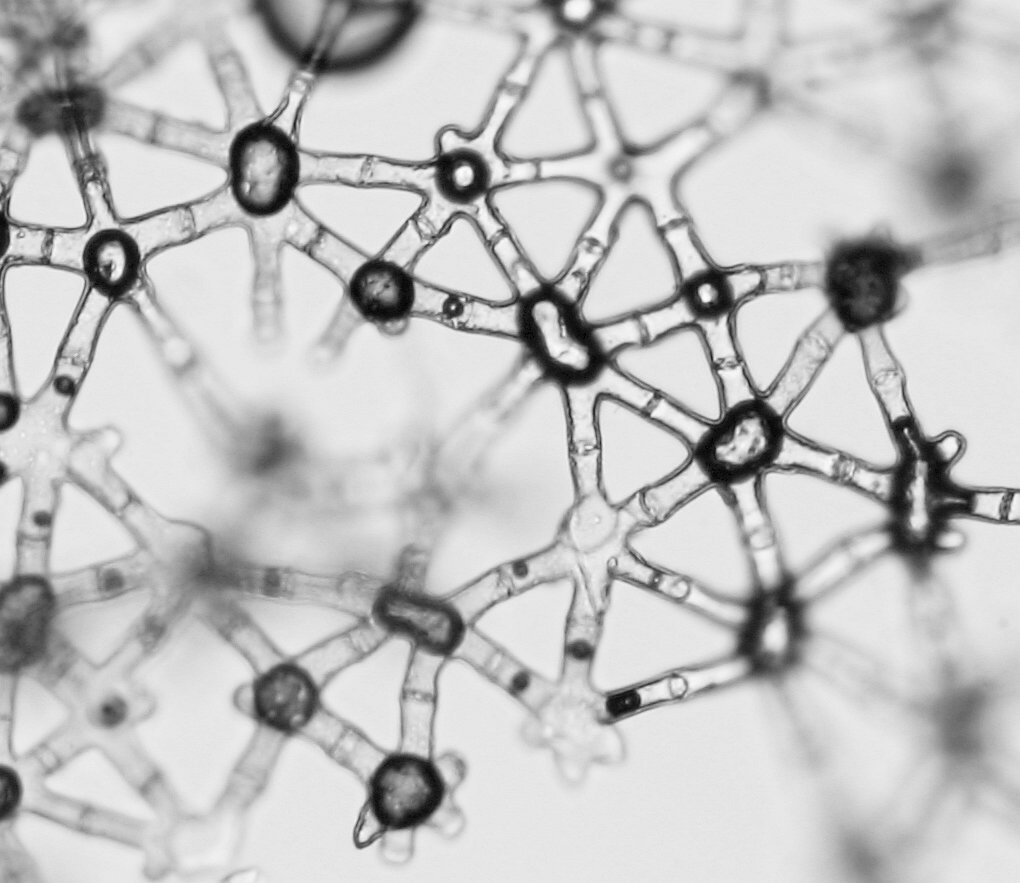
Aerenchym (sterparenchym) bij een moerasplant

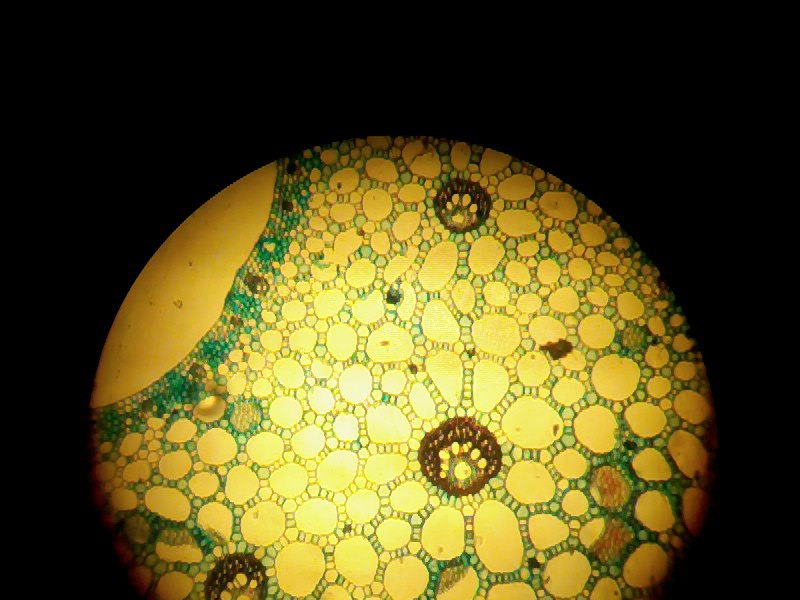
Aerenchym bij een waterplant

Aerenchym is parenchym met grote intercellulaire luchtholten. Het komt vooral voor bij moerasplanten en waterplanten en dient voor de uitwisseling van gassen bij de ondergedoken plantenweefsels. 
De luchtholten zijn bij onder andere Nymphaeaceae en Araceae ontstaan door het ongeveer vaneensplijten van de middenlamel (schizogeen). Bij de lisdodde (Typha), egelskop (Sparganium), vele grassen en zeggen zijn ze ontstaan door het verscheuren van cellen (rexigeen).